# 라트나시리 위크레마나야케

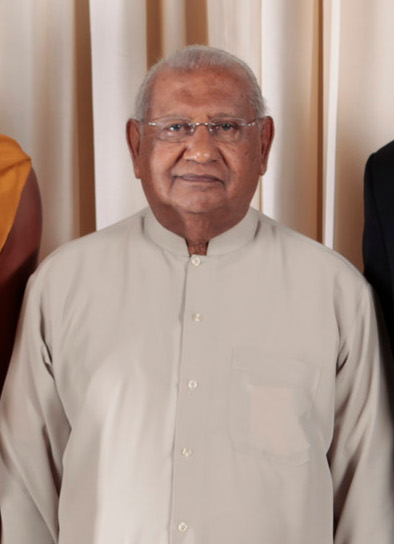
라트나시리 위크레마나야케

라트나시리 위크레마나야케 (Ratnasiri Wickremanayake, 1933년 5월 5일 ~ 2016년 12월 27일)는 스리랑카의 14대 총리이다. 2005년 11월 21일 마힌다 라자팍사 대통령으로부터 스리랑카의 총리로 임명되었다.
위크레마나야케는 84세의 나이로 사임한 시리마보 반다라나이케의 뒤를 이어 2000년 8월부터 2001년 12월까지 총리를 하였으며, 또한 여당 스리랑카 자유당 (SLFP)의 부총재를 맡은 경력이 있다. 2016년 12월 27일 83세의 나이로 사망했다.